# Europäisches Literaturfest Lit.EU
Das Europäische Literaturfest Lit.EU ist ein Literaturfestival in Crkvenica (vormals in Opatija), das seit 2019 stattfindet.

## Inhalte
Das Literaturfest bietet vielfältige literarische Zugänge und Formate. Angeboten werden Lesungen von deutschsprachigen Autoren, Musikveranstaltungen, Theateraufführungen, Ausstellungen, performative Formate und Workshops. Verlage und Buchhandlungen präsentieren ihre Autoren und Neuerscheinungen. Die Veranstaltung findet an der Kroatischen Adria statt, in einem k. u. k. Hotel, dem „Palasthotel Kvarner Palace“, das 1895 von Erzherzog Josef aus der ungarischen Linie der Habsburger erbaut wurde.

## Geschichte
Das Europäische Literaturfest Lit.EU ist ein siebentägiges Literaturfestival in Crikvenica. Es finden Lesungen deutschsprachiger und europäischer Schriftsteller statt sowie Musikveranstaltungen und Autorengespräche. Verlage und Buchhandlungen präsentieren Autoren und Neuerscheinungen.
An dem Festival waren verschiedene Autoren beteiligt wie Markus Orths, Volker Hage, Marie Gamillscheg, Dževad Karahasan, Franzobel, Robert Menasse, Eva Menasse, Teresa Präauer, Arno Camenisch und Ilija Trojanow. Ebenfalls beteiligt waren Literaturkritiker wie Denis Scheck und Schauspieler wie Adriana Altaras und Volker Ranisch.
Das Literaturfest wurde im Jahr 2019 gegründet durch den Schriftsteller Ben Rakidžija. Von 2019 bis 2023 fand es jeden November in Opatija statt, im k. u. k. Hotel Miramar. Ab 2025 findet es jedes Jahr im November in Crikvenica statt, im k. u. k. Hotel Kvarner Palace.
Istrien und die Kvarner Bucht wurden 1873 durch die Südbahn erschlossen und waren bereits in der k.u.k. Monarchie ein beliebtes Reiseziel. In Konkurrenz zu den Südbahnhotels in Abbazia entstand im Jahr 1895 an der damaligen ungarischen Riviera das Palasthotel Kvarner Palace. Der Erbauer war Erzherzog Joseph aus der ungarischen Linie der Habsburger.
Im Jahr 2020 war Rijeka Kulturhauptstadt Europas und das Europäische Literaturfest Lit.EU Teil von Rijeka2020.

## Beteiligte Autoren
Folgende Autoren waren am Europäischen Literaturfest Lit.EU seit 2019 beteiligt:
A–F:
- A: Adriana Altaras;
- C: Arno Camenisch;
- E: Gerald Eschenauer;
- F: Franzobel;

G–L:
- G: Marie Gamillscheg, Egyd Gstättner;
- H: Volker Hage, Wolfram Huber;
- K: Dževad Karahasan, Bianca Kos;
- M: Eva Menasse, Robert Menasse;

M–S
- M: Dalibor Marković;
- O: Markus Orths;
- P: Teresa Präauer;
- S: Denis Scheck;
- R: Ben Rakidžija, Volker Ranisch;

T–Z
- Ilija Trojanow;